# Gordoma
Gordoma (lit. Gardamas) – miasteczko na Litwie, położone w okręgu kłajpedzkim i w rejonie szyłokarczemskim nad rzeką Teneńką. Liczy 437 mieszkańców (2001).